# Gyrineum natator
Gyrineum natator is een slakkensoort uit de familie van de Cymatiidae. De wetenschappelijke naam van de soort werd voor het eerst geldig gepubliceerd in 1798 door Röding als Tritonium natator.